# Som (bok)
Som (färöiska: Líkasum) är en diktsamling från 1985 av den färöiske författaren Rói Patursson. Den är illustrerad av Tróndur Patursson. Diktverket är indelat i sju delar med olika teman, som förenas av att vara skrivna utifrån resenärens perspektiv. Texten är präglad av en allvarlig humor, provokationer och en lyrisk täthet som följer den modernistiska traditionen. Boken gavs ut på svenska 1987 i översättning av Jan Karlsson.
Boken vann Nordiska rådets litteraturpris 1986. Bedömningskommittén skrev om författaren: "Med lyrisk kraft och öppenhet visar han de spänningsfyllda sammanhangen mellan den färöiska verkligheten och de existentiella frågorna i vår moderna tillvaro."